# Carex constanceana
Carex constanceana är en halvgräsart som beskrevs av John William Stacey. Carex constanceana ingår i släktet starrar, och familjen halvgräs.
Artens utbredningsområde är Washington. Inga underarter finns listade i Catalogue of Life.